# エ・クラウス
エ・クラウス（E.Krauss ）は、フランスのパリにあったカメラメーカー・レンズメーカーである。
創業者のオイゲン・クラウス（Eugen Krauss ）は、ドイツのカメラメーカーア・クラウスの創業者グスタフ・アドルフ・クラウス（Gustav Adolf Krauss ）の兄弟であった。
日本には1920年代から1930年代にかけて東京の丸の内一丁目に支社があった。

## カメラ製品一覧
いずれも特異な構造で知られている。

### 乾板使用カメラ
- アクチス（Actis  ）[1] - がっちりしたカメラで6.5×9cm（大名刺）判、8×10.5cm（手札）判があった。
- リリプト（Liliput ） - 4本トラスで前板を支持しボタンを押すと飛び出す形式。可憐な雰囲気の6×4.5cm（アトム）判カメラ[1]。
- ル・フォトレボルバー（Le Photo-Revolver 、1921年10月発表[2]） - イギリスのジョンテが製造したほぼ同名で木製の「フォトレボルバー」カメラがあるが、それを小型化したピストル型連写カメラ。カメラの大きさは高さ85×奥行き85×幅30mm。アイレベルのニュートンファインダー。18×35mm判[2][3]乾板を48枚装填でき1枚撮影後にカメラ下部の革紐を引くと撮影済み取枠が下部のマガジンに収納される[3]。マガジン交換によりロールフィルムも使用できる[3]。レンズはクラウステッサー40mmF4.5[2]。ピント合わせはヘリコイド式で最短撮影距離3ft[2]。シャッター速度はB、1/25、1/50、1/75、1/100秒[2]。金属製の非常に小型精密なカメラで、フランス写真協会で発表された時は大センセーションになった[2]。

### 127フィルム使用カメラ
- ローレット - リリプトをロールフィルム仕様としたもの[1]。

## レンズ製品一覧
カール・ツァイスからライセンスを受けてプロターやウナー・テッサー・プラナー等を製造していた。他にもライセンスを受けたメーカーはあるがカール・ツァイスの銘が入っているのはクラウス製だけという。